# Phillipstown (Illinois)
Phillipstown est un village situé au nord du comté de White dans l'Illinois, aux États-Unis,. Il est incorporé le 8 août 1874.

## Démographie
Lors du recensement de 2010, le village comptait une population de 44 habitants. Elle est estimée, en 2016, à 43 habitants.

### Source de la traduction
- (en) Cet article est partiellement ou en totalité issu de l’article de Wikipédia en anglais intitulé « Phillipstown, Illinois » (voir la liste des auteurs).